# 梁家屯路街道
梁家屯路街道是中华人民共和国河北省唐山市路南区下辖的一个街道办事处。

## 行政区划
梁家屯路街道下辖以下村级行政区划单位：
仁泰里尚诚社区、仁泰里尚信社区、仁泰里尚平社区、仁泰里尚义社区、仁泰里尚明社区、仁泰里尚德社区、和泰里尚禾社区、和泰里尚善社区、和泰里尚智社区、尚安社区。